# Aragonès d'Aragüés
L'aragonès d'Aragüés o aragüesí és una varietat de l'aragonès que es parla a Aragüés del Puerto i Jasa. És paregut al cheso, i està millor conservat que l'aragonès veí d'Aísa, Esposa i Sinués.

## Morfologia
El sistema d'articles és lo, la, los, las com en cheso.
El passat indefinit té desinències amb –o com en tensí: pagomos, (paguemos), cantoz, (cantez),. A la tercera persona del plural és en –oron sol a la tercera conjugació: cantoron, però a la 2a i 3a persones coexisteixen la forma chesa –ieron amb la general -io(ro)n: salieron, partioron, riyeron, faborezión.
Als verbs irregulars amb –i a la primera persona del present, podem trobar aquesta –i en yo foi, però no en yo bó. Existeixen, com al Sobrarbe "perfectes forts": fízon, trújon.

## Lèxic
Són paraules diferents de les d'Aísa, Esposa i Sinués, (Vall d'Estarrún)
- tachubo, charga, (barza  a la Vall d'Estarrún), argüella, betiello.[3][4]